# Cavalerius (månekrater)
Cavalerius er et nedslagskrater på Månen. Det befinder sig i den vestlige udkant af månehavet Oceanus Procellarum i den vestlige del af Månens forside og er opkaldt efter den italienske matematiker Buonaventura Cavalieri (1598 – 1647).
Navnet blev officielt tildelt af den Internationale Astronomiske Union (IAU) i 1935. 

## Omgivelser
Cavaleriuskrateret er næsten sluttet til den nordlige rand af Heveliuskrateret mod syd. Nordøst for Cavalerius er det sted, som kaldes Planitia Descensus, som er landingstedet for den sovjetiske Luna 9-månesonde. Den var den første, som foretog en blød landing på Månen. Stedet ligger mellem nogle lave højderygge langs randen af Oceanus Procellarum.

## Karakteristika
Randen af Cavalerius er forholdsvis høj og rejser sig nogle steder til en højde af over 3 km. Der findes kløfter i de nordlige og sydlige dele af randen og de indre vægge. Dele af indersiderne falder i terrasser. Kraterbunden har en blanding af lave bakker og flade områder. I kraterbundens midte er der en lav central top, som har tilstødende højderygge mod nord og øst.

## Satellitkratere
De kratere, som kaldes satellitter, er små kratere beliggende i eller nær hovedkrateret. Deres dannelse er sædvanligvis sket uafhængigt af dette, men de får samme navn som hovedkrateret med tilføjelse af et stort bogstav. På kort over Månen er det en konvention at identificere dem ved at placere dette bogstav på den side af satellitkraterets midte, som ligger nærmest hovedkrateret. Cavaleriuskrateret har følgende satellitkratere:
| Cavalerius | Længde  | Bredde  | Diameter |
| ---------- | ------- | ------- | -------- |
| A          | 4,5° N  | 69,5° V | 14 km    |
| B          | 6,0° N  | 71,0° V | 39 km    |
| C          | 5,8° N  | 69,2° V | 8 km     |
| D          | 8,6° N  | 68,3° V | 52 km    |
| E          | 7,7° N  | 69,9° V | 9 km     |
| F          | 8,1° N  | 65,3° V | 7 km     |
| K          | 10,3° N | 69,2° V | 10 km    |
| L          | 10,4° N | 70,2° V | 10 km    |
| M          | 10,3° N | 71,5° V | 12 km    |
| U          | 10,1° N | 67,4° V | 7 km     |
| W          | 6,9° N  | 67,3° V | 7 km     |
| X          | 9,2° N  | 66,6° V | 4 km     |
| Y          | 10,7° N | 69,8° V | 7 km     |
| Z          | 11,0° N | 69,5° V | 4 km     |

## Måneatlas
- Billeder af Cavaleriuskrateret i LPI-måneatlasset